# Pennenbank
De pennenbank is een machine voor het slaan van pennen in hout. Dit kunnen reguliere of (dubbel)schuine pennen zijn, maar ook slisverbindingen zoals bij een houten kozijn. De pennenbank wordt zowel door de timmer- als de meubelindustrie gebruikt. 

## De werking
Een pennenbank bestaat uit een aantal onderdelen, namelijk:
- Het frame, deze is gemaakt van plaatstaal.
- De werktafel, deze wordt gebruikt om het hout in de machine te voeren. Op deze tafel is ook een geleider aanwezig waar het werkstuk tegenaan gelegd kan worden. Deze geleider staat haaks op de tafel. De werktafel is vaak ook in allerlei assen te verstellen. Dit stelt de machinist in staat om de hoogte, schuinte en breedte van de pen in te stellen.
- Het opspanningsmechanisme, dit drukt het werkstuk strak tegen de tafel. Dit kan een snelspaninrichting zijn, maar ook een pneumatische drukcilinder.
- De afkortzaag, deze zaagt de borsten van de pen in. Hierdoor splintert het hout niet.
- De pennenkoppen, dit zijn freeskoppen die het restmateriaal van de pen wegfrezen.
- slippenslagers (verticale freesas)
- hoogteregeling
- Schakelbord: Voor de bediening van de verschillende motoren